# Ferdinand Havlík
Ferdinand Havlík (Brno, 17 de junio de 1928 – 28 de octubre de 2013) fue un compositor, compositor de cine y clarinetista checo. En 1959, Havlík y el actor Jiří Suchý cofundaron el teatro musical Semafor en Praga. Havlík fue el compositor de also became Semafor después de la muerte de Jiří Šlitr en 1969. Aparte de Semafor, trabajó como compositor de películas en la década de los 70.